# 里港庄
里港庄為臺灣日治時期1920年至1945年間存在之行政區，轄屬高雄州屏東郡。今屏東縣里港鄉。

## 行政區劃
里港地區在清代屬港西上里，在1897年5月分別隸屬於「鳳山縣阿里港辨務署」。1898年6月18日，鳳山縣併入「臺南縣」，阿里港辨務署被併入「阿猴辨務署」。1899年4月8日，阿猴辨務署增設「阿里港支署」。1900年11月15日，里港地區分為「阿里港區、土庫區」。1901年11月11日，臺灣的行政區劃改為二十廳，臺南縣被裁撤，阿猴、東港辨務署合併為阿猴廳，里港地區隸屬於「阿猴廳阿里港支廳」。里港地區在此時期的劃分如下：
- 阿里港區
  - 港西上里：阿里港街、搭樓庄、武洛庄
- 土庫區
  - 港西上里：三張廍庄、瀰力肚庄、土庫庄、中崙庄

1904年4月13日，阿猴廳將原有街庄整併。1905年3月，阿猴廳改稱「阿緱廳」。1920年10月1日，原堡里鄉澚之行政區廢除，街庄社改為大字，「阿里港」改稱「里港」，而上述街庄合併為高雄州屏東郡里港庄，轄域內分為里港、搭樓、三張廍、瀰力肚、土庫、武洛、中崙等7個大字。
二戰後，里港庄改為高雄縣屏東區里港鄉。
| 1904年   | 1904年   | 1904年                                                                     | 1920年 | 1920年 | 現在   |
| 堡里     | 區       | 街庄社                                                                     | 街庄   | 大字   | 鄉鎮   |
| -------- | -------- | -------------------------------------------------------------------------- | ------ | ------ | ------ |
| 港西上里 | 阿里港區 | 阿里港街、北路廍庄、廍仔庄、過港仔庄、打鐵店庄、溝仔墘庄、林仔庄、關帝廳庄 | 里港庄 | 里港   | 里港鄉 |
| 港西上里 | 阿里港區 | 搭樓庄、頂三塊厝庄、犁頭店庄、舊潮州厝庄、新潮州厝庄、崎仔頭庄             | 里港庄 | 搭樓   | 里港鄉 |
| 港西上里 | 阿里港區 | 上武洛庄、下武洛庄、茄苳腳庄、福興庄、磚仔地庄                             | 里港庄 | 武洛   | 里港鄉 |
| 港西上里 | 土庫區   | 三張廍庄、埔仔厝庄、大道公庄、卓加庄                                       | 里港庄 | 三張廍 | 里港鄉 |
| 港西上里 | 土庫區   | 頂年力肚庄、下年力肚庄                                                     | 里港庄 | 瀰力肚 | 里港鄉 |
| 港西上里 | 土庫區   | 土庫庄、西勢庄、頂林仔頭庄、下林仔頭庄、番仔藔庄                           | 里港庄 | 土庫   | 里港鄉 |
| 港西上里 | 土庫區   | 中崙庄、頭崙庄、蔴六甲庄                                                   | 里港庄 | 中崙   | 里港鄉 |

## 區、庄長
- 阿里港區長
  - 藍高全：1910~1920年
- 土庫區長
  - 龔陽：1910~1912年
  - 韓哲卿：1913~1918年
  - 龔壽字：1919年
  - 陳螟蛉：1920年
- 里港庄長
  - 藍高全：1920~1931年
  - 立野圓治：1932~1939年（原任潮州郡役所警察課警部）
  - 菊山計次郎：1940~1945年[5]

## 設施
- 里港庄役場
- 里港郵便局里港郵便局
- 屏東郡警察課里港分室
- 里港青果檢查所
- 里港信用組合（今里港鄉農會）
- 里港水利組合

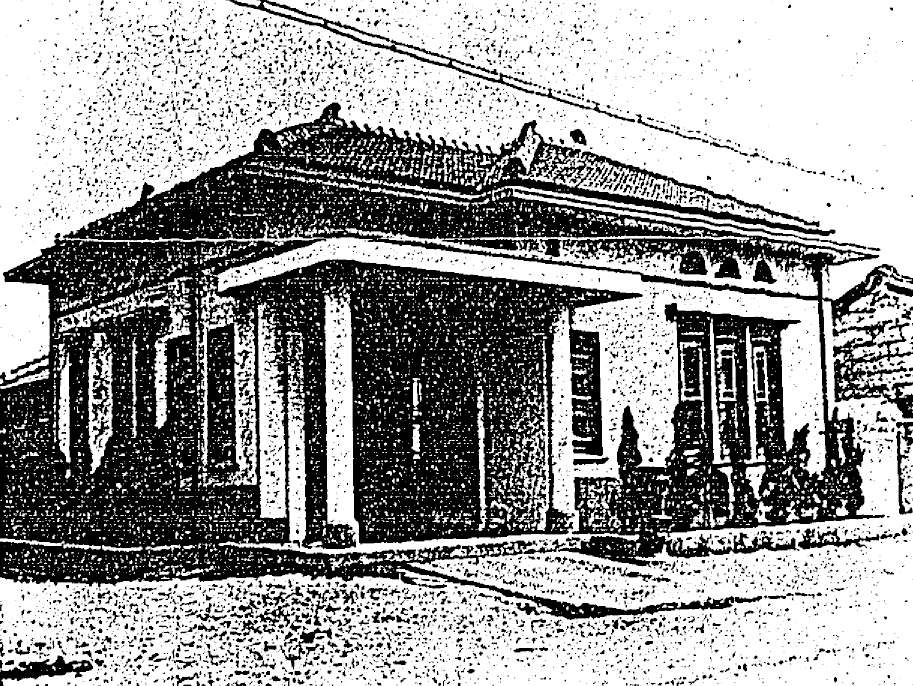
里港郵便局

- 里港尋常小學校→里港國民學校（原址為里港鄉游泳池）
- 常盤尋常高等小學校→常盤國民學校（在里港初中舊址）
- 千歲尋常高等小學校→千歲國民學校（在土庫國小新址）

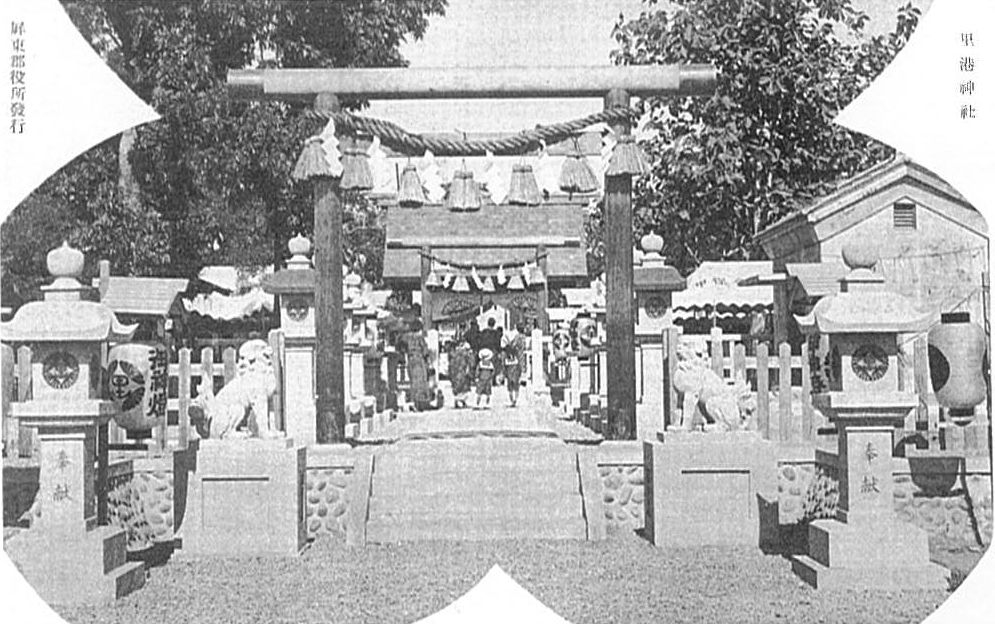
里港神社

- 里港公學校→里港東國民學校（今里港國小）
- 土庫公學校→土庫國民學校（今土庫國小）
- 常盤移民村、千歲移民村
- 里港神社里港神社
- 里港武德殿
- 國際通運株式會社里港出張所
- 昭和自動車里港待合所
- 三共自動車商會[6]
- 臺灣製糖鐵道屏東線